# Kepler-1229b
Kepler-1229b es un exoplaneta (probablemente rocoso) localizado en la zona de habitabilidad de su estrella. Este planeta fue descubierto en 2016 por el telescopio espacial Kepler por medio de tránsito astronómico. Kepler-1229b es aproximadamente un 40 % más grande que la Tierra, y  orbita alrededor de una estrella enana roja denominada Kepler-1229, que es considerablemente más pequeña y más fresca que el Sol, formando parte de un sistema planetario formado por al menos un planeta.